# Helipterum corymbosum
Helipterum corymbosum là một loài thực vật có hoa trong họ Cúc. Loài này được Benth. mô tả khoa học đầu tiên.